# San Antonio Chun
San Antonio Chun es una población del municipio de Umán en el estado de Yucatán localizado en el sureste de México.

## Toponimia
El nombre (San Antonio Chun) hace referencia a Antonio de Padua y Chun es un vocablo que proviene del maya yucateco.

## Hechos históricos
- En 1910 cambia su nombre de Chum a San Antonio Chun.
- En 1980 cambia a San Antonio Chón.
- En 1990 cambia a San Antonio Chun.
- En 1995 cambia a San Antonio Chum.
- Actualmente se llama San Antonio Chun.

## Demografía
Según el censo de 2005 realizado por el INEGI, la población de la localidad era de 866 habitantes, de los cuales 445 eran hombres y 421 eran mujeres.
| 117                         | 237 | 136 | 188 | 168 | 190 | 298 | 341 | 489 | 566 | 711 | 776 | 866 |
| (Fuente: INEGI [Consultar]) |     |     |     |     |     |     |     |     |     |     |     |     |

## Galería

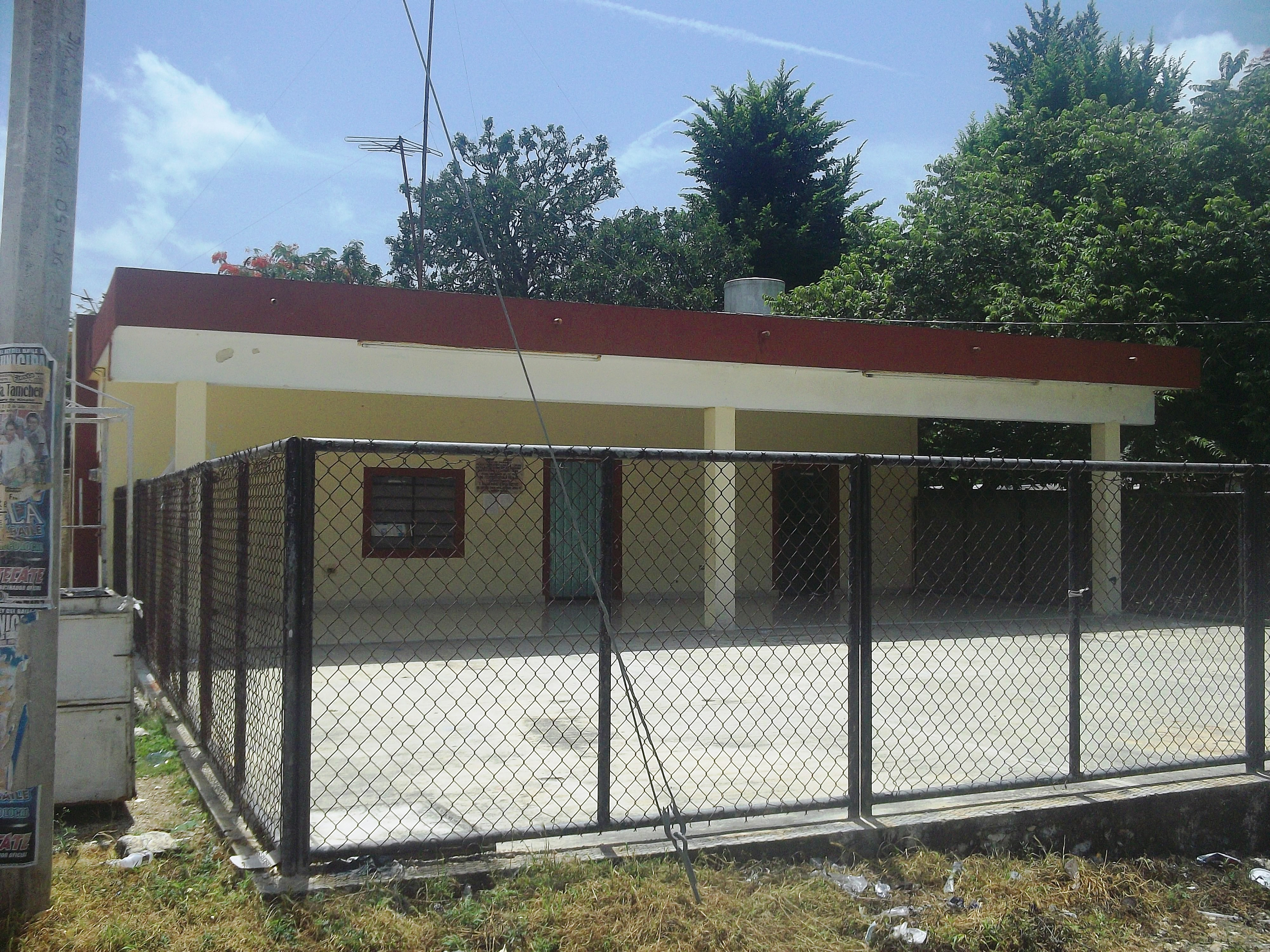
Casa comisarial de San Antonio Chun.
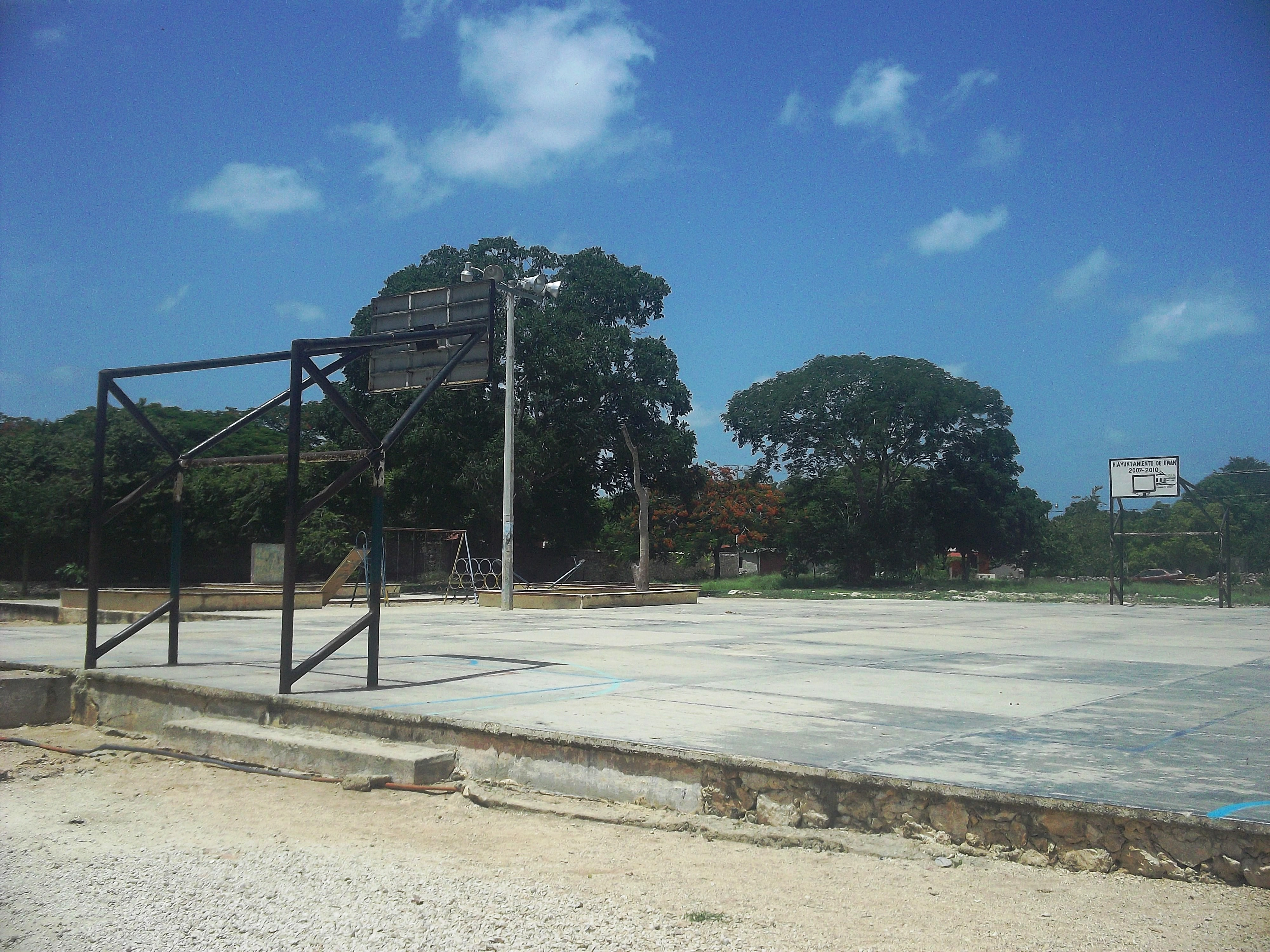
Parque de San Antonio Chun.
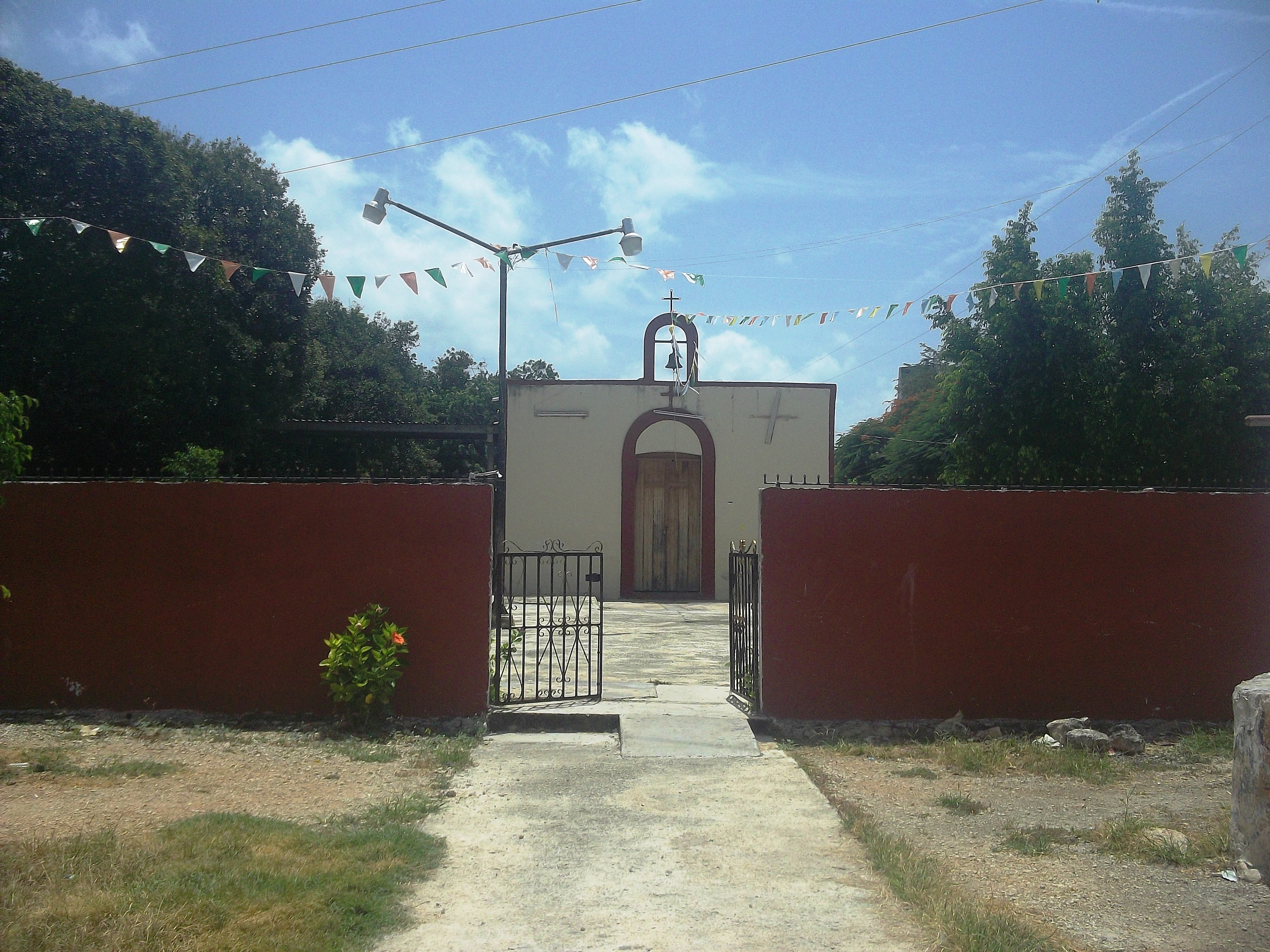
Iglesia de San Antonio Chun.
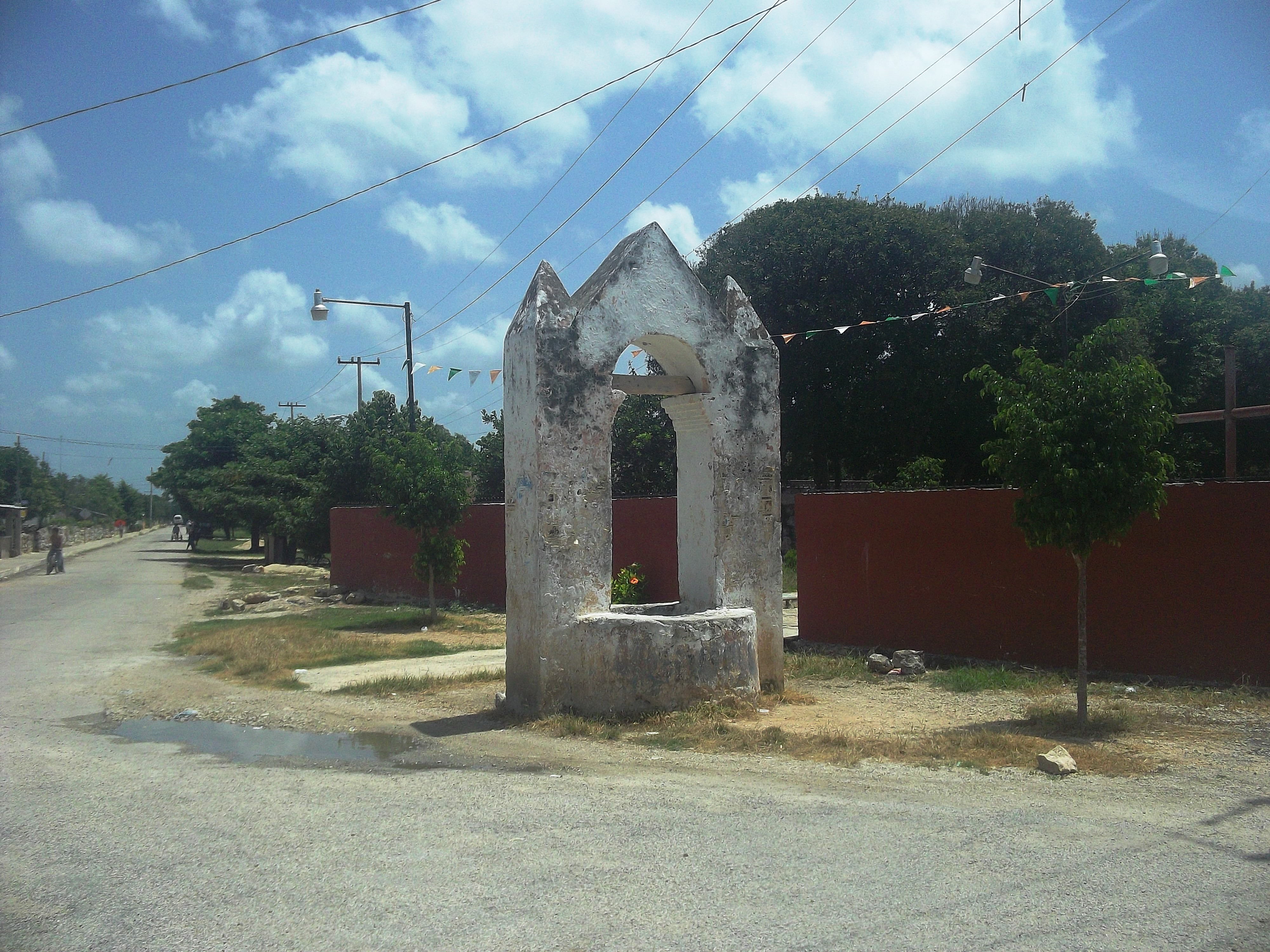
Pozo de San Antonio Chun.
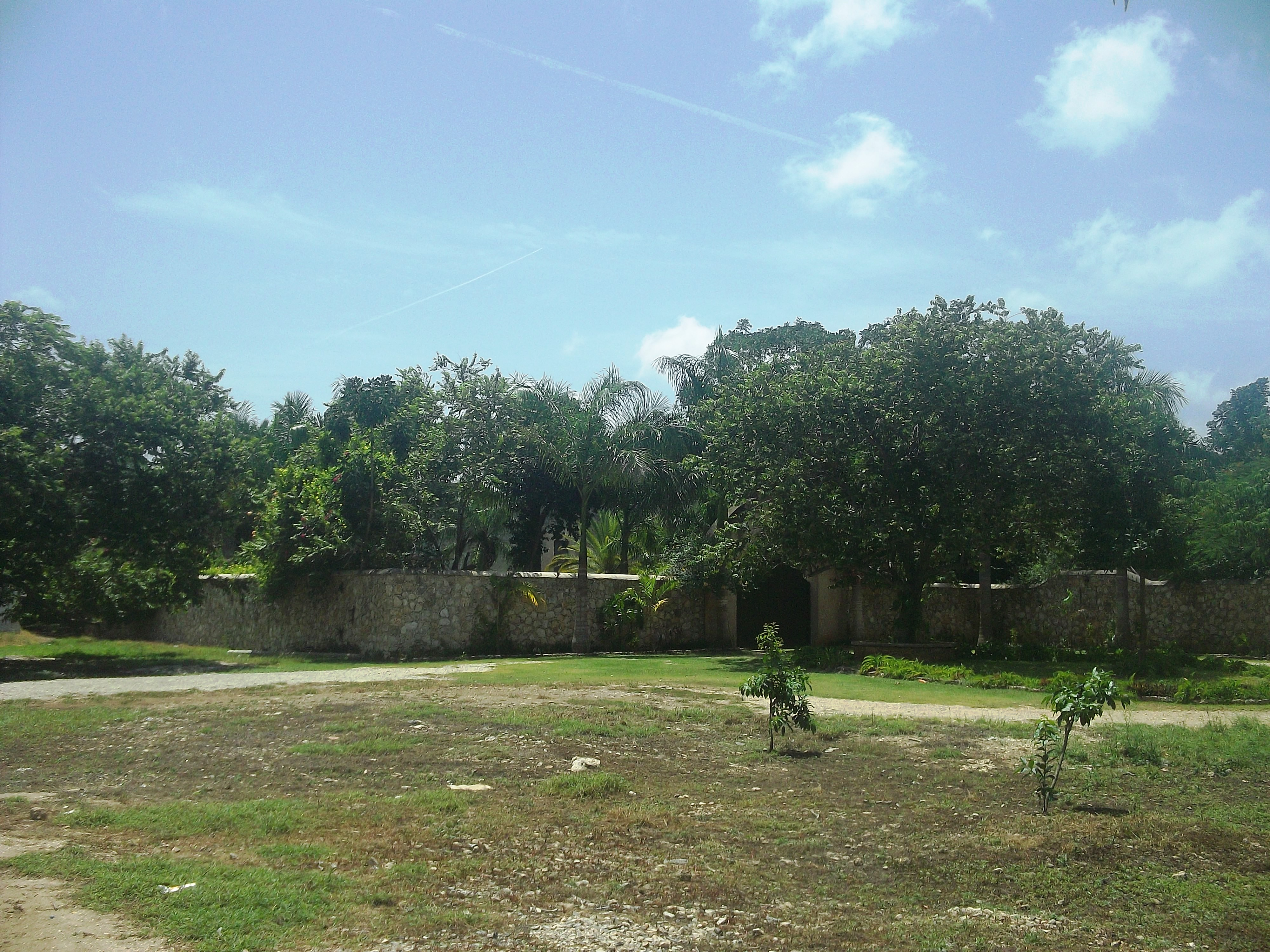
Hacienda de San Antonio Chun.
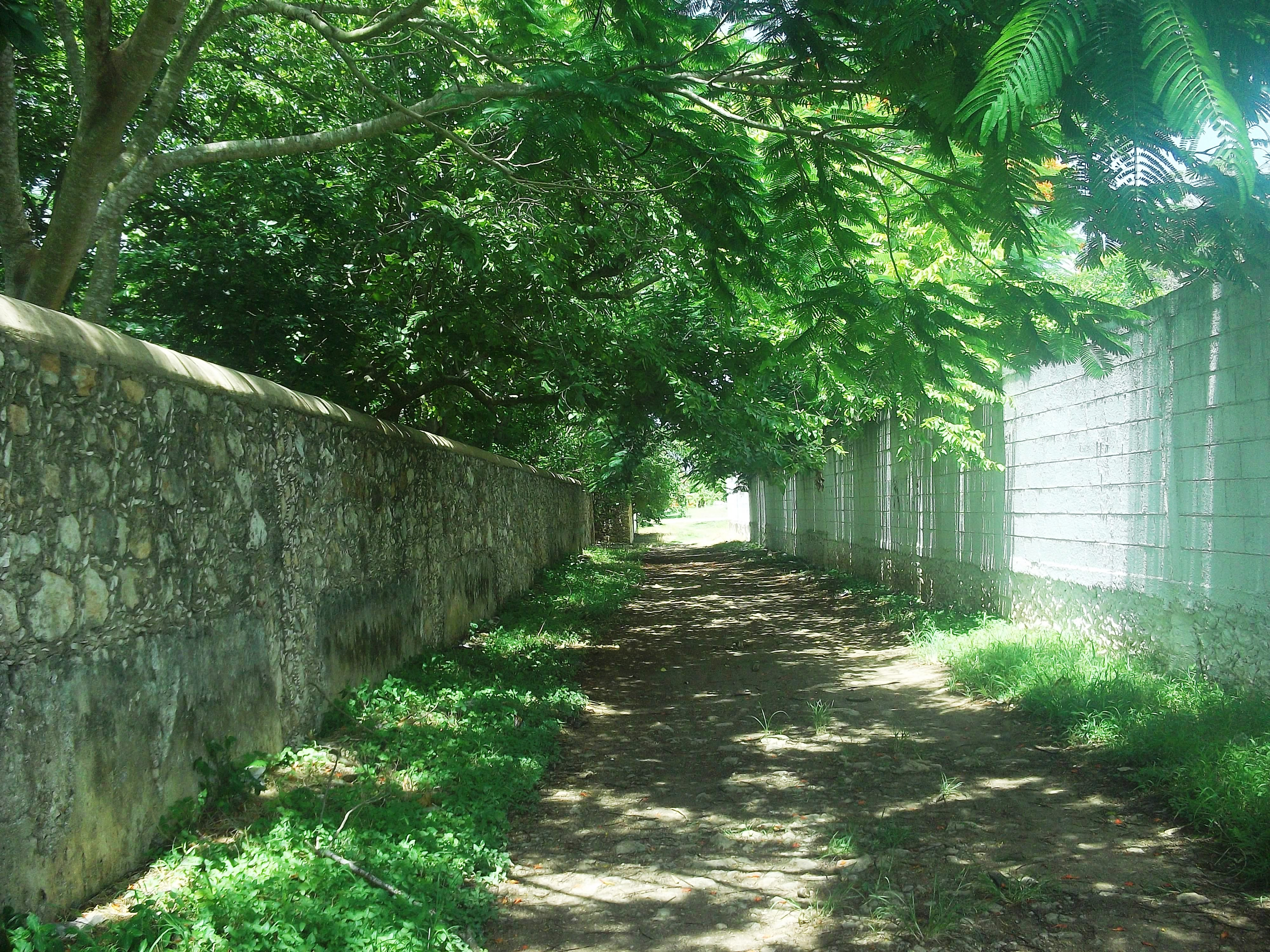
Hacienda de San Antonio Chun.
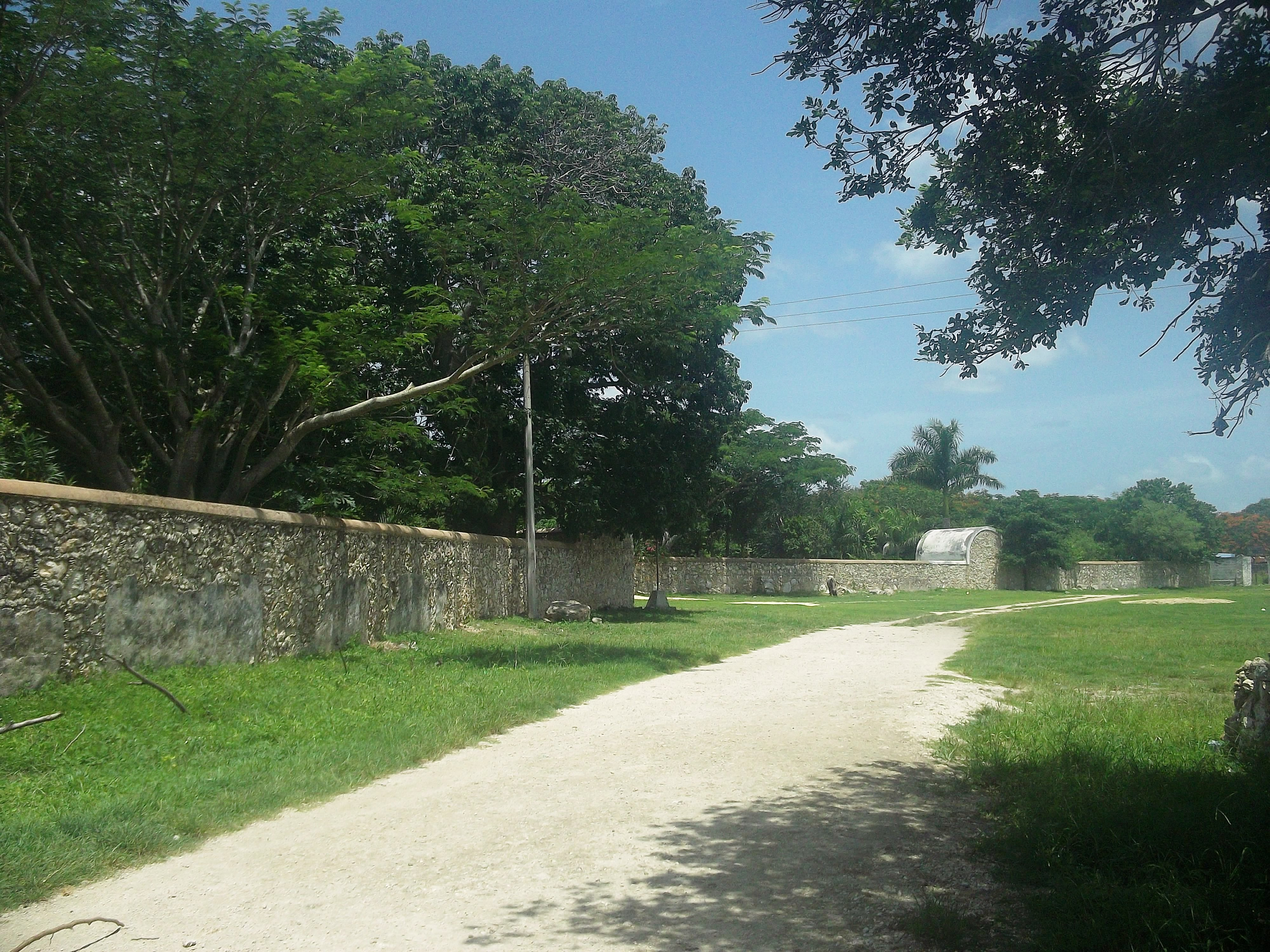
Hacienda de San Antonio Chun.